# Bulbophyllum breviflorum
Bulbophyllum breviflorum là một loài phong lan thuộc chi Bulbophyllum.